# لجنة الأمم المتحدة للرصد والتحقق والتفتيش
أنشئت لجنة الأمم المتحدة للرصد والتحقق والتفتيش (بالإنجليزية: United Nations Monitoring, Verification and Inspection Commission)‏ بموجب قرار مجلس الأمن التابع للأمم المتحدة رقم 1284 المؤرخ 17 ديسمبر 1999. وقصد بهذه اللجنة أن تحل محل اللجنة الخاصة السابقة التابعة للأمم المتحدة وأن تواصل الاضطلاع بولاية هذه الأخيرة المتمثلة في تجريد العراق مما لديه من أسلحة الدمار الشامل (الأسلحة الكيميائية والبيولوجية والقذائف التي يتجاوز مداها 150 كيلومترًا)، وإدارة نظام للرصد والتحقق المستمرين للتأكد من امتثال العراق لالتزاماته بألا يقتني من جديد الأسلحة التي حظرها عليه مجلس الأمن.
وعيَّن أمين عام الأمم المتحدة الدكتور هانز بليكس من السويد رئيس تنفيذي للًّجنة. وإضافة إلى ذلك عيَّن الأمين العام ستة عشر شخصا أعضاء في هيئة مفوضي اللجنة، التي تزود الرئيس بالمشورة والتوجيه في سياق تنفيذه للمهام المسندة إليه. ووفقا لميثاق الأمم المتحدة، يتم اختيار موظفي اللجنة على أساس تأمين أعلى مستويات المقدرة والكفاءة والنزاهة، مع مراعاة أهمية أن يكون التوظيف على أوسع نطاق جغرافي ممكن. ويضم ملاك موظفي اللجنة أخصائيين في الأسلحة ومحللين وعلماء ومهندسين ومخططي عمليات.
وتمول اللجنة من حصة صغيرة من الأموال التي تُدرها صادرات النفط من العراق (برنامج النفط مقابل الغذاء). وموظفو اللجنة، خلافا لحالة سابقتها، اللجنة الخاصة للأمم المتحدة، هم موظفون في الأمم المتحدة. وإضافة إلى مكتب الرئيس الذي يتولى مسؤولية المهام التنفيذية والقانونية ومهام الاتصال، تضم اللجنة أربع شُعب (شُعبة التخطيط والعمليات، وشُعبة التحليل والتقييم، وشُعبة المعلومات، وشعبة الدعم التقني والتدريب) إلى جانب دائرة إدارية. ويوجد مقر اللجنة في الأمم المتحدة في نيويورك. ويرد بيان الخطة التنظيمية للجنة وخريطة تكوينها في الوثيقة 
ويتعين على الرئيس التنفيذي أن يقدم إلى مجلس الأمن تقريرا كل ثلاثة أشهر عن أنشطة اللجنة. ووفقا للقرار الذي أنشئت بموجبه اللجنة، يجب أن يشاور الرئيس هيئة المفوضين بشأن التقارير الخطية التي تُرفع إلى المجلس. ومن ثم فإن هيئة مفوضي اللجنة تجتمع أربع مرات سنويا على الأقل في جلسات مغلقة لمناقشة التقرير والأنشطة الأخرى المتعلقة بالتنظيم والعمليات.

## مواقع خارجية
- الموقع الرسمي للجنة الأمم المتحدة للرصد والتحقق والتفتيش